# Den evangelisk-lutherske Frikirke
Den evangelisk-lutherske Frikirke er en sammenslutning af evangelisk-lutherske frimenigheder i Danmark, der blev stiftet i 1855 som den første lutherske kirke udenfor folkekirken. Kirkesamfundet er baseret på den evangelisk-luthersk tro og bygger på Bibelen som Guds troværdige ord, det præger menighedernes gudstjeneste, liv og mission.
I følge kirken er Evangeliet Guds betingelsesløse tilgivelse, som gives til alle mennesker på grund af Jesu stedfortrædende lidelse, død og opstandelse. Det menneske, som tror og bliver døbt er kristent. Troen er Helligåndens gave, som han giver gennem evangeliets forkyndelse og den hellige dåb (også til spædbørn). Nadverens brød og vin er Jesu sande legeme og blod, som giver syndernes forladelse og forener med Kristus.
I følge luthersktradition bekendes troen med Den apostolske trosbekendelse. Troen er forklaret og udlagt i den lutherske kirkes øvrige bekendelsesskrifter. Kirkens præster lover i præsteløftet at holde sig til Bibelen og kirkens trosbekendelse. Kristen oplæring, undervisning og sjælesorg er nødvendig, for at såvel menigheden som det enkelte medlem kan bevares mod falsk lære og liv i en sand tro til evigt liv.
Som frikirke er den uafhængig af politisk indblanding i kirkens arbejde, som alene er menighedens ansvar.

## Menigheder
- Martinskirken (København)
- Gratiakirken (Århus)

Kirken holder kirkemøder, lejre, kurser og konferencer, har kirkefællesskab med andre ev.-luth. kirker og har missions virksomhed.